# 宮原豊
宮原 豊（みやはら ゆたか）は、下関市出身の作曲家、小説家。ウィーン美術史博物館会員。

## 来歴
国立音楽大学作曲学科を卒業し、ウィーン大学の楽理科で、音楽学、音楽史、美学、劇場学を研究、チェコのオロモウツのパラツキー大学オロモウツでチェコ近代教会史を研究。ウィーンを中心とし、作曲・文学・美術活動をしている。その作風は伝統的で「キリエ」や「アヴェ・マリア」などのポリフォニーによる宗教音楽や、四重フーガを終曲とする交響曲ニ短調「ルネッサンス」や歌劇などの作品がある。作曲のかたわら音楽や宗教を題材にし、現代の文語体の小説や随筆を執筆している。

## 音楽作品
- 下関水産大学校校歌
- 女声合唱曲「百合子の歌」
- simfonio d minora  Salzburg
- simfonio d minora  'renesanco' , aŭ 'Galapagos'
- simfonio E majora
- simfonio F majora
- simfonio A majora  Wien
- korvo kvarteto  Ab majora　弦楽四重奏曲　変イ長調
- 中原中也とヴィリオン神父のための「Kyrie」
- アヴェ・マリア
- 理趣経賛歌
- 芥川龍之介の詩による「相聞」
- 「夜汽車」自作の詩による歌曲
- 李賀による歌曲集
- lido per Edgar Allan Poe による歌曲集
- variacio per internacia por orkestro 「インターナショナル」によるオーケストラの為の変奏曲
- variacio per temo de Leonardo Da Vinci の主題による変奏曲
- etudo por piano C majora G majora D majora A majora d minora f# minora
- piana sonato A majora

## 文学作品
- 小説「瘋癲先生春秋」
  - 第一巻「獲猫」　第二巻「悋氣講」
  - 第三巻「鼓盆」　第四巻「公園瘋」
- 随筆
  - 「冨田一夫先生」「増田宏三先生」「志賀義雄先生」
  - 「川喜田半泥子」「魯山人」「ティチアーノ」「徽宗」
- 紀行文「嵐山漫遊記」

## 美術作品
- 「百猫に説教する聖フランチェスコ」「学園図」